# Мечеть Фасх
Мечеть Фасх (араб. مسجد الفسح  або Мечеть Ухуд (араб. مسجد أحد) — маленька мечеть, яка розташовувалась біля підніжжя гори Ухуд, у місті Медина, Саудівська Аравія.
Є повідомлення про те, що пророк Мухаммед виконав молитву Зухр після битви при Ухуді.
Стара будівля була зруйнована і залишилося лише кілька залишків східної, західної та південної стіни, а також міхраб, який все ще видно. Будівля тепер оточена залізним парканом з метою захисту. Знаходиться в 4,5 км від мечеті Аль-Масджід Аль-Набауї.